# عصمت (اسم)
عصمت هو اسم علم مذكر من أصل عربي، ومعناه هو بلفظ عثماني؛ عصمة كمال ومنع.

## شخصيات تحمل الاسم
- عصمت أكبينار (لاعب كرة سلة ألماني، 22 مايو 1995 – )
- عصمت إلشي (مؤلف تركي، 2 مارس 1964 – )
- عصمت إينونو (ضابط تركي والرئيس الثاني للجمهورية التركية، 24 سبتمبر 1884[3][4][5] – 25 ديسمبر 1973[3][4][5])
- عصمت جغاتي (كاتبة هندية، 21 أغسطس 1911 – 24 أكتوبر 1991[6])
- عصمت عبد العليم (15 فبراير 1923 – 19 يناير 1993)
- عصمت كتاني (دبلوماسي عراقي، 5 أبريل 1929 – 23 أكتوبر 2001)
- عصمت محمود (ممثلة مصرية، 14 سبتمبر 1937 – )
- عصمت منصور (ربّاعة مصرية، 20 نوفمبر 1986 – )
- عصمت هادزيتش (لاعب كرة قدم بوسني، 7 يوليو 1954 – 14 يوليو 2015)
- عصمت يلماز (سياسي تركي، 10 ديسمبر 1961 – )

## وصلات خارجية
- موسوعة السلطان قابوس لأسماء العرب نسخة محفوظة 5 أبريل 2019 على موقع واي باك مشين.